# Championnat d'Europe féminin de handball
Cet article traite de la compétition féminine. Pour compétition masculine, voir Championnat d'Europe masculin de handball.
Le Championnat d'Europe féminin de handball réunit tous les deux ans depuis 1994 les meilleures équipes féminines d'Europe de handball.
La compétition est dominée par la Norvège, victorieuse en 2024 de son dixième titre sur seize éditions disputées. Elle devance le Danemark et ses trois couronnes européennes. La Hongrie en 2000, le Monténégro en 2012 et la France, vainqueur à domicile de l'édition 2018, sont les trois autres nations à avoir remporté un Championnat d'Europe.

## Historique
Fédération européenne de handball, Dossier de presse du Championnat d'Europe féminin de handball 2018, octobre 2018 (lire en ligne)

### 1994 - le Danemark premier vainqueur
Trois mois après le lancement du Championnat d'Europe masculin de handball 1994 au Portugal, la première édition du Championnat d'Europe féminin a lieu du 17 au 25 septembre 1994 en Allemagne, auquel participent 12 nations. Le Danemark devient le premier champion d'Europe après sa victoire en finale sur le pays hôte à Berlin, par 27 à 23, devant 4000 spectateurs. La Norvège décroche sa première médaille en remportant la petite finale 24 à 19 face à la Hongrie. Avec 48 buts marqués, la Hongroise Ágnes Farkas est la meilleure marqueuse.

### 1996 - doublé danois à domicile
Le Danemark accueille la 2e édition de la compétition dont il est le favori logique. Dirigées par le célèbre entraîneur Ulrik Wilbek, les Danoises réalisent un sans-faute, remportant ses cinq matchs de poules avant d'écarter l'Allemagne 22 à 20 en demi-finale puis la Norvège 25 à 23. Dans la petite finale, l'Allemagne ne parvient pas à se défaire d'une équipe autrichienne survoltée (30-23) qui obtient à cette occasion le meilleur résultat de son histoire. La Danoise Anja Andersen se voit décerner le titre de meilleure joueuse de la compétition tandis que la Norvégienne Kjersti Grini termine meilleure marqueuse avec 48 buts.

### 1998 - la Norvège prend sa revanche
Ce sont toujours 12 équipes qui sont en lice pour décrocher la couronne européenne remise en jeu tous les deux ans. Aux Pays-Bas, le Danemark a tenu son rang jusqu'en finale où la Norvège s'impose 24 à 16 et prend ainsi sa revanche des finales de l'Euro 1996 et du mondial 1997. Marit Breivik, l'emblématique entraîneuse norvégienne, obtient là son premier succès international. La Hongrie, malheureuse quatrième en 1994, décroche la médaille de bronze aux dépens de l'Autriche (30-24) à nouveau présente dans le dernier carré grâce notamment aux 68 buts de la meilleure buteuse de la compétition, Ausra Fridrikas. Le titre de meilleure joueuse revient à la Norvégienne Trine Haltvik.

### 2000 - les cartes redistribuées
Pour la première fois, l'EHF EURO quitte le nord de l'Europe et rejoint la Roumanie. Cette quatrième édition est marquée par la faillite des favorites danoises et norvégiennes, respectivement sixièmes et dixièmes de la compétition. Elles sont mêmes devancées par l'équipe de France d'Olivier Krumbholz, classée cinquième pour sa première participation. La Hongrie s'impose en finale face à l'Ukraine, après prolongations (32-30, 26-26 à la fin du temps réglementaire) tandis que la Russie d'Ievgueni Trefilov domine le pays hôte pour s'emparer du bronze (21-16). La Hongroise Beáta Siti est désignée MVP tandis que la Roumaine Simona Gogîrlă égale le record de buts (68) établi deux ans plus tôt par Fridrikas.

### 2002 - le Danemark reprend son bien
Premier championnat d'Europe organisé avec 16 équipes, l'EHF EURO 2002 est de retour au Danemark, six ans après la deuxième édition. Avec un tour préliminaire et un tour principal puis le dernier carré, cette formule sportive instaurée en 2002 est toujours de mise en 2018. Le Danemark et la Norvège se défient une troisième fois en finale et le titre tombe dans l'escarcelle danoise (25-22). L'équipe de France remporte sa première médaille européenne, le bronze, face à la Russie (27-22). Pour la première fois une Française, Stéphanie Cano, apparaît dans l'équipe type, en tant que meilleure ailière droite tandis que la Danoise Karin Mortensen est sacrée MVP. Avec 58 buts marqués, le Hongroise Ágnes Farkas termine meilleure marqueuse pour la seconde fois.

### 2004 - la Norvège commence sa série
Quelques mois plus tôt, les Norvégiennes ont manqué le rendez-vous olympique et ont assisté devant leur TV, au troisième sacre olympique consécutif des Danoises ! Ce sont pourtant Gro Hammerseng, élue MVP, et ses partenaires, qui vont triompher du Danemark en finale, par 27 à 25. Dix ans après son lancement, l'EHF EURO 2004 marque le début d'une invraisemblable série de 4 titres consécutifs pour la Norvège, dominatrice jusqu'en 2010. Les Hongroises portées par la meilleure buteuse dans l'histoire de la compétition, Bojana Radulovics et ses 72 buts, se contentent du bronze au profit de la Russie (29-25).

### 2006 - le Danemark s'enfonce
À Stockholm, Gro Hammerseng et sa troupe récidivent : la Norvège s'impose en finale contre la Russie (27-24) pour s'emparer d'une troisième couronne et rejoindre au palmarès le Danemark qui termine en Suède à une étonnante onzième place. La France accueille le mondial l'année suivante : la mobilisation des Tricolores porte ses fruits avec une médaille de bronze obtenue aux dépens de l'Allemagne (29-25). La Messine Isabelle Wendling est élue meilleure défenseuse dans l'équipe type incarnée encore par Gro Hammerseng. La Suède termine seulement sixième mais a réussi son pari d'organiser un évènement féminin de handball de portée internationale.

### 2008 - la percée espagnole
Depuis son indépendance en 1991, la Macédoine reçoit le plus grand événement jamais organisé sur son territoire. À Skopje, l'Espagne, qui n'avait jamais fait mieux qu'une huitième place (en 2004), atteint la finale. La Norvège remporte toutefois son quatrième titre avec le plus large écart en nombre de buts dans l'histoire des finales de l'EHF EURO féminin : 34 à 21. Marta Mangué, devenue depuis une des icônes de la sélection espagnole, remporte sa première médaille internationale tandis que la demi-centre norvégienne Kristine Lunde est consacrée MVP. La Russie, double championne du monde en titre et vice-championne olympique à Pékin est à nouveau présente dans le dernier carré mais doit se contenter du bronze face à l'Allemagne (24-21).

### 2010 - la première double organisation
Pour la première fois de l'histoire de l'EHF EURO, la compétition est organisée par deux nations : le Danemark et la Norvège ont allié leur force pour organiser un événement à dimension internationale. À Herning, la Jyske Bank Boxen fait le plein mais les Danoises plient sous la pression dans la petite finale remportée par la Roumanie dans un match fermé (16-15). Peu après, les 11000 spectateurs assistent au cinquième sacre des Norvégiennes face aux Suédoises de Linnea Torstenson (MVP), 25 à 20.

### 2012 - l'exploit du Monténégro
Initialement organisateurs de l'EHF EURO 2012, les Pays-Bas ont renoncé et c'est la Serbie qui accueille finalement l'événement continental. Après 4 succès de rang, la Norvège finit par tomber face à une incroyable escouade monténégrine revancharde après sa défaite en finale des Jeux olympiques de Londres, face à cette même Norvège. Porté par sa sérial-buteuse Katarina Bulatović et sa star Bojana Popović, le Monténégro remporte la finale la plus indécise de l'histoire, après 2 prolongations (24-24, 28-28, 34-31 a.p.). La Norvégienne Anja Hammerseng-Edin est tout de même élue MVP. Le pays hôte, la Serbie, lutte jusqu'à la prolongation mais finit par céder face à la Hongrie (33-33, 41-38 a.p.) qui décroche le bronze.

### 2014 - la Norvège reprend son bien
Pour la deuxième fois, deux nations accueillent le grand rendez-vous continental : la Croatie et la Hongrie reçoivent les 16 nations qualifiées. La finale de cette onzième édition de l'EHF EURO offre un remake de la finale 2008. Bien que menées à la mi-temps (10-12), les Norvégiennes prennent finalement le dessus sur l'Espagne (28-25). La brillante suédoise Isabelle Gulldén devance les étoiles norvégiennes, Heidi Løke et Nora Mørk, avec la récompense de MVP en plus du titre de meilleure marqueuse (58 réalisations) et de la médaille de bronze décrochée face au Monténégro, 25 à 23.

### 2016 - la Norvège évidemment
Dix ans après l'édition de 2006, la Suède accueille l'EHF EURO mais cette douzième levée ne sourit pas plus aux partenaires d'Isabelle Gulldén. Si la finale est inédite entre la Norvège et les Pays-Bas, elle tient toutes ses promesses : l'expérience scandinave fait basculer le titre dans le money time pour un court succès 30 à 29. Battues en demi-finales par le futur lauréat, les Bleues rééditent leur performance réalisée 10 ans plus tôt à Stockholm : à Göteborg, elles s'imposent 25 à 22 face aux Danoises pour remporter leur troisième médaille de bronze dans la compétition. La Néerlandaise Nycke Groot est désignée meilleure joueuse.

### 2018 - la France confirme à domicile
La France accueille pour la première fois un championnat d'Europe de handball. Un an après son deuxième titre mondial, la France remporte son premier titre dans la compétition en disposant en finale de la Russie qui l'avait battue lors du match d'ouverture et en finale des Jeux olympiques en 2016. Les Pays-Bas, demi-finaliste des quatre précédentes compétitions internationales, confirme son statut en remportant la médaille de bronze aux dépens de la Roumanie qui a perdu sur blessure en cours de compétition sa star Cristina Neagu. Quant à la Norvège, vainqueur de 6 des 7 dernières éditions de l'Euro, elle doit se contenter de la cinquième place. Le prix de la meilleure joueuse a été décerné à la Russe Anna Viakhireva.

### 2020 - un Euro face au Covid-19
Comme tout le continent européen, la pandémie de Covid-19 perturbe fortement cet Euro 2020 puisque la Norvège a dû renoncer au dernier moment à co-organiser la compétition qui se tient malgré tout au Danemark. Finalement, si toutes les équipes doivent observer un strict respect des conditions sanitaires et si la compétition se joue sans spectateurs, elle n'est pas fortement affectée par la pandémie puisqu'un seul match du premier tour a été reporté et joué le lendemain.
La France, tenante du titre, est battue en finale par la Norvège qui remporte ainsi son huitième titre européen en quatorze éditions. Troisième, la Croatie glane quant à elle sa première médaille internationale en battant le Danemark, pays organisateur. À l'opposé, les Pays-Bas, qui avaient remporté quatre médailles lors des quatre précédentes compétitions internationales, s'inclinent lors de ses deux premiers matchs mais parviennent finalement à se classer à la sixième place derrière la Russie.

### 2022 - la Norvège, encore
La Norvège remporte son neuvième titre européen en quinze éditions en battant en finale le Danemark qui obtient à cette occasion sa première médaille européenne depuis l'argent, déjà, en 2004. Le Monténégro, pays organisateur, glane la médaille de bronze en battant après prolongation la France, qui avait remporté sept médailles lors de ses huit précédentes compétitions internationales.

### 2024 - la Norvège puissance 10
Pour cette seizième édition, la Norvège assoit encore plus sa domination en remportant son dixième titre, le septième pour sa gardienne Katrine Lunde et le sixième pour son sélectionneur islandais Þórir Hergeirsson. Pour le reste, la compétition est dans la lignée de la précédente : le Danemark d'Anna Kristensen, élu meilleure joueuse, est à nouveau battu en finale (23-31) tandis que la France échoue à nouveau au pied du podium après sa courte défaite face à la Hongrie, pays organisateur, qui remporte sa première médaille internationale depuis 12 ans.

## Palmarès du championnat d'Europe

### Bilan par édition
Le palmarès du championnat d'Europe est :
| Édition | Édition | Pays hôte(s)                  |                     | Finale              | Finale              | Finale              |                     | Petite finale       | Petite finale       | Petite finale |
| no      | Année   | Pays hôte(s)                  | Champion            | Score               | Finaliste           | Troisième           | Score               | Quatrième           |                     |               |
| ------- | ------- | ----------------------------- | ------------------- | ------------------- | ------------------- | ------------------- | ------------------- | ------------------- | ------------------- | ------------- |
| 1re     | 1994    | Allemagne                     | Danemark (1/3)      | 27 – 23             | Allemagne           | Norvège             | 24 – 19             | Hongrie             |                     |               |
| 2e      | 1996    | Danemark                      | Danemark (2/3)      | 25 – 23             | Norvège             | Autriche            | 30 – 23             | Allemagne           |                     |               |
| 3e      | 1998    | Pays-Bas                      | Norvège (1/10)      | 24 – 16             | Danemark            | Hongrie             | 30 – 24             | Autriche            |                     |               |
| 4e      | 2000    | Roumanie                      | Hongrie (1/1)       | 32 – 30             | Ukraine             | Russie              | 21 – 16             | Roumanie            |                     |               |
| 5e      | 2002    | Danemark                      | Danemark (3/3)      | 25 – 22             | Norvège             | France              | 27 – 22             | Russie              |                     |               |
| 6e      | 2004    | Hongrie                       | Norvège (2/10)      | 27 – 25             | Danemark            | Hongrie             | 29 – 25             | Russie              |                     |               |
| 7e      | 2006    | Suède                         | Norvège (3/10)      | 27 – 24             | Russie              | France              | 29 – 25             | Allemagne           |                     |               |
| 8e      | 2008    | Macédoine                     | Norvège (4/10)      | 34 – 21             | Espagne             | Russie              | 24 – 21             | Allemagne           |                     |               |
| 9e      | 2010    | / Danemark / Norvège          | Norvège (5/10)      | 25 – 20             | Suède               | Roumanie            | 16 – 15             | Danemark            |                     |               |
| 10e     | 2012    | Serbie                        | Monténégro (1/1)    | 34 – 31             | Norvège             | Hongrie             | 41 – 38             | Serbie              |                     |               |
| 11e     | 2014    | / Croatie / Hongrie           | Norvège (6/10)      | 28 – 25             | Espagne             | Suède               | 25 – 23             | Monténégro          |                     |               |
| 12e     | 2016    | Suède                         | Norvège (7/10)      | 30 – 29             | Pays-Bas            | France              | 25 – 22             | Danemark            |                     |               |
| 13e     | 2018    | France                        | France (1/1)        | 24 – 21             | Russie              | Pays-Bas            | 24 – 20             | Roumanie            |                     |               |
| 14e     | 2020    | Danemark                      | Norvège (8/10)      | 22 – 20             | France              | Croatie             | 25 – 19             | Danemark            |                     |               |
| 15e     | 2022    | / MKD / SLO / MNE             | Norvège (9/10)      | 27 – 25             | Danemark            | Monténégro          | 27 – 25 ap          | France              |                     |               |
| 16e     | 2024    | / HUN / AUT / SUI             | Norvège (10/10)     | 31 – 23             | Danemark            | Hongrie             | 25 – 24             | France              |                     |               |
| 17e     | 2026    | / POL / ROU / SVK / TCH / TUR | Compétition à venir | Compétition à venir | Compétition à venir | Compétition à venir | Compétition à venir | Compétition à venir | Compétition à venir |               |
| 18e     | 2028    | / DEN / SWE / NOR             | Compétition à venir | Compétition à venir | Compétition à venir | Compétition à venir | Compétition à venir | Compétition à venir | Compétition à venir |               |

### Tableau des médailles
Le tableau des médailles est :
| Rang   | Nation     | Victoires                                             | Finalistes              | Troisièmes places       | Total (titres) |
| ------ | ---------- | ----------------------------------------------------- | ----------------------- | ----------------------- | -------------- |
| 1      | Norvège    | 0 · 1998 2004 2006 2008 2010 2014 2016 2020 2022 2024 | 0 · 1996 2002 2012      | · 1994                  | 14 (10)        |
| 2      | Danemark   | 0 · 1994 1996 2002                                    | 0 · 1998 2004 2022 2024 | -                       | 7 (3)          |
| 3      | France     | · 2018                                                | · 2020                  | 0 · 2002 2006 2016      | 5 (1)          |
| 4      | Hongrie    | · 2000                                                | -                       | 0 · 1998 2004 2012 2024 | 5 (1)          |
| 5      | Monténégro | · 2012                                                | -                       | · 2022                  | 2 (1)          |
| 6      | Russie     | -                                                     | 0 · 2006 2018           | 0 · 2000 2008           | 4              |
| 7      | Espagne    | -                                                     | 0 · 2008 2014           | -                       | 2              |
| 8      | Suède      | -                                                     | · 2010                  | · 2014                  | 2              |
| 8      | Pays-Bas   | -                                                     | · 2016                  | · 2018                  | 2              |
| 10     | Allemagne  | -                                                     | · 1994                  | -                       | 1              |
| 10     | Ukraine    | -                                                     | · 2000                  | -                       | 1              |
| 12     | Autriche   | -                                                     | -                       | · 1996                  | 1              |
| 12     | Roumanie   | -                                                     | -                       | · 2010                  | 1              |
| 12     | Croatie    | -                                                     | -                       | · 2020                  | 1              |
| Totaux | Totaux     | 16                                                    | 16                      | 16                      | 48 (16)        |

### Bilan par équipe
| Nation            | 94                         | 96                         | 98                         | 00                         | 02                         | 04                         | 06                         | 08                         | 10                         | 12                         | 14                         | 16                         | 18                         | 20                         | 22                         | 24                         | 26    | Part. |
| ----------------- | -------------------------- | -------------------------- | -------------------------- | -------------------------- | -------------------------- | -------------------------- | -------------------------- | -------------------------- | -------------------------- | -------------------------- | -------------------------- | -------------------------- | -------------------------- | -------------------------- | -------------------------- | -------------------------- | ----- | ----- |
| Allemagne         | Médaille d'argent, Europe  | 4                          | 6                          | 9                          | 11                         | 5                          | 4                          | 4                          | 13                         | 7                          | 10                         | 6                          | 10                         | 7                          | 7                          | 7                          |       | 16    |
| Autriche          | 9                          | Médaille de bronze, Europe | 4                          | 12                         | 9                          | 10                         | 10                         | 15                         | -                          | -                          | -                          | -                          | -                          | -                          | -                          | 14                         |       | 9     |
| Biélorussie       | -                          | -                          | -                          | 11                         | 16                         | 16                         | -                          | 12                         | -                          | -                          | -                          | -                          | -                          | -                          | disq.                      | exclu                      | exclu | 4     |
| Croatie           | 5                          | 6                          | -                          | -                          | -                          | 13                         | 7                          | 6                          | 9                          | 13                         | 13                         | 16                         | 16                         | Médaille de bronze, Europe | 12                         | 19                         |       | 13    |
| Danemark          | Médaille d'or, Europe      | Médaille d'or, Europe      | Médaille d'argent, Europe  | 10                         | Médaille d'or, Europe      | Médaille d'argent, Europe  | 11                         | 11                         | 4                          | 5                          | 7                          | 4                          | 8                          | 4                          | Médaille d'argent, Europe  | Médaille d'argent, Europe  |       | 16    |
| Espagne           | -                          | -                          | 12                         | -                          | 13                         | 8                          | 9                          | Médaille d'argent, Europe  | 11                         | 11                         | Médaille d'argent, Europe  | 11                         | 12                         | 9                          | 9                          | 13                         |       | 13    |
| France            | -                          | -                          | -                          | 5                          | Médaille de bronze, Europe | 11                         | Médaille de bronze, Europe | 14                         | 5                          | 9                          | 5                          | Médaille de bronze, Europe | Médaille d'or, Europe      | Médaille d'argent, Europe  | 4                          | 4                          |       | 13    |
| Hongrie           | 4                          | 10                         | Médaille de bronze, Europe | Médaille d'or, Europe      | 5                          | Médaille de bronze, Europe | 5                          | 8                          | 10                         | Médaille de bronze, Europe | 6                          | 12                         | 7                          | 10                         | 10                         | Médaille de bronze, Europe |       | 16    |
| Îles Féroé        | -                          | -                          | -                          | -                          | -                          | -                          | -                          | -                          | -                          | -                          | -                          | -                          | -                          | -                          | -                          | 17                         |       | 1     |
| Islande           | -                          | -                          | -                          | -                          | -                          | -                          | -                          | -                          | -                          | -                          | 15                         | 15                         | -                          | -                          | -                          | 16                         |       | 3     |
| Lituanie          | -                          | 12                         | -                          | -                          | -                          | -                          | -                          | -                          | -                          | -                          | -                          | -                          | -                          | -                          | -                          | -                          |       | 1     |
| Macédoine du Nord | -                          | -                          | 8                          | 8                          | -                          | -                          | 12                         | 7                          | -                          | 16                         | -                          | -                          | -                          | -                          | 16                         | 18                         |       | 7     |
| Monténégro        | -                          | -                          | -                          | -                          | -                          | -                          | -                          | -                          | 6                          | Médaille d'or, Europe      | 4                          | 13                         | 9                          | 8                          | Médaille de bronze, Europe | 8                          |       | 8     |
| Norvège           | Médaille de bronze, Europe | Médaille d'argent, Europe  | Médaille d'or, Europe      | 6                          | Médaille d'argent, Europe  | Médaille d'or, Europe      | Médaille d'or, Europe      | Médaille d'or, Europe      | Médaille d'or, Europe      | Médaille d'argent, Europe  | Médaille d'or, Europe      | Médaille d'or, Europe      | 5                          | Médaille d'or, Europe      | Médaille d'or, Europe      | Médaille d'or, Europe      | Q     | 16+1  |
| Pays-Bas          | -                          | -                          | 10                         | -                          | 14                         | -                          | 15                         | -                          | 8                          | -                          | 8                          | Médaille d'argent, Europe  | Médaille de bronze, Europe | 6                          | 6                          | 6                          |       | 10    |
| Pologne           | -                          | 11                         | 5                          | -                          | -                          | -                          | 8                          | -                          | -                          | -                          | 11                         | 15                         | 14                         | 14                         | 13                         | 9                          | Q     | 9+1   |
| Portugal          | -                          | -                          | -                          | -                          | -                          | -                          | -                          | 16                         | -                          | -                          | -                          | -                          | -                          | -                          | -                          | 22                         |       | 2     |
| Roumanie          | 10                         | 5                          | 11                         | 4                          | 7                          | 7                          | -                          | 5                          | Médaille de bronze, Europe | 10                         | 9                          | 5                          | 4                          | 12                         | 11                         | 11                         | Q     | 15+1  |
| Russie            | 6                          | 7                          | 9                          | Médaille de bronze, Europe | 4                          | 4                          | Médaille d'argent, Europe  | Médaille de bronze, Europe | 7                          | 6                          | 14                         | 7                          | Médaille d'argent, Europe  | 5                          | disq.                      | exclu                      | exclu | 14    |
| Serbie/           | -                          | -                          | -                          | 7                          | 6                          | 12                         | 14                         | 13                         | 14                         | 4                          | 15                         | 9                          | 11                         | 13                         | 15                         | 21                         |       | 13    |
| Slovaquie         | 12                         | -                          | -                          | -                          | -                          | -                          | -                          | -                          | -                          | -                          | 12                         | -                          | -                          | -                          | -                          | 24                         | Q     | 3+1   |
| Slovénie          | -                          | -                          | -                          | -                          | 10                         | 9                          | 16                         | -                          | 16                         | -                          | -                          | 14                         | 13                         | 16                         | 8                          | 10                         |       | 9     |
| Suède             | 7                          | 8                          | -                          | -                          | 15                         | 14                         | 6                          | 9                          | Médaille d'argent, Europe  | 8                          | Médaille de bronze, Europe | 8                          | 6                          | 11                         | 5                          | 5                          |       | 14    |
| Suisse            | -                          | -                          | -                          | -                          | -                          | -                          | -                          | -                          | -                          | -                          | -                          | -                          | -                          | -                          | 14                         | 12                         |       | 2     |
| Tchéquie          | 8                          | -                          | -                          | -                          | 8                          | 15                         | -                          | -                          | -                          | 12                         | -                          | 10                         | 15                         | 15                         | -                          | 15                         | Q     | 8+1   |
| Turquie           | -                          | -                          | -                          | -                          | -                          | -                          | -                          | -                          | -                          | -                          | -                          | -                          | -                          | -                          | -                          | 20                         | Q     | 1+1   |
| Ukraine           | 11                         | 9                          | 7                          | Médaille d'argent, Europe  | 12                         | 6                          | 13                         | 10                         | 12                         | 14                         | 16                         | -                          | -                          | -                          | -                          | 23                         |       | 12    |
| Participants      | 12                         | 12                         | 12                         | 12                         | 16                         | 16                         | 16                         | 16                         | 16                         | 16                         | 16                         | 16                         | 16                         | 16                         | 16                         | 24                         | 24    | 29    |

Légende : 00 : Pays hôte – Q : Pays qualifié pour la prochaine édition.

### Bilan par joueuse
Huit joueuses ont remporté la compétition à au moins 5 reprises :
| Rang | Joueuse                       | Nationalité | Période     | [ 15 ] | Médaille d'argent, Europe | Médaille de bronze, Europe | Total |
| ---- | ----------------------------- | ----------- | ----------- | ------ | ------------------------- | -------------------------- | ----- |
| 1    | Katrine Lunde                 | Norvège     | 2002 à 2024 | 7      | 2                         | –                          | 9     |
| 2    | Camilla Herrem                | Norvège     | 2008 à 2024 | 6      | 1                         | –                          | 6     |
| 2    | Karoline Dyhre Breivang       | Norvège     | 2004 à 2014 | 5      | 1                         | –                          | 6     |
| 2    | Marit Malm Frafjord           | Norvège     | 2006 à 2020 | 5      | 1                         | –                          | 6     |
| 2    | Stine Bredal Oftedal          | Norvège     | 2010 à 2022 | 5      | 1                         | –                          | 6     |
| 2    | Linn-Kristin Riegelhuth Koren | Norvège     | 2004 à 2014 | 5      | 1                         | –                          | 6     |
| 2    | Silje Solberg-Østhassel       | Norvège     | 2012 à 2024 | 5      | 1                         | –                          | 6     |
| 7    | Kari Aalvik Grimsbø           | Norvège     | 2006 à 2016 | 5      | –                         | –                          | 5     |
| 7    | Nora Mørk                     | Norvège     | 2010 à 2022 | 5      | –                         | –                          | 5     |

Remarque : en gras, les joueuses toujours en activité.
Þórir Hergeirsson, le sélectionneur islandais de la Norvège, a remporté six titres entre 2010 et 2024.

## Statistiques

### Meilleures joueuses et meilleures marqueuses par édition
Les meilleures joueuses et meilleures marqueuses par édition sont :
| Année | Meilleure joueuse  | Équipe      | Meilleure marqueuse     | Équipe     | Buts |
| ----- | ------------------ | ----------- | ----------------------- | ---------- | ---- |
| 1994  | non décerné        | non décerné | Ágnes Farkas            | Hongrie    | 48   |
| 1996  | Anja Andersen      | Danemark    | Kjersti Grini           | Norvège    | 48   |
| 1998  | Trine Haltvik      | Norvège     | Ausra Fridrikas         | Autriche   | 68   |
| 2000  | Beáta Siti         | Hongrie     | Simona Gogîrlă          | Roumanie   | 68   |
| 2002  | Karin Mortensen    | Danemark    | Ágnes Farkas (2)        | Hongrie    | 58   |
| 2004  | Gro Hammerseng     | Norvège     | Bojana Radulovics       | Hongrie    | 72   |
| 2006  | Gro Hammerseng (2) | Norvège     | Nadine Krause           | Allemagne  | 58   |
| 2008  | Kristine Lunde     | Norvège     | Linn-Kristin Riegelhuth | Norvège    | 51   |
| 2010  | Linnea Torstenson  | Suède       | Cristina Neagu          | Roumanie   | 53   |
| 2012  | Anja Edin          | Norvège     | Katarina Bulatović      | Monténégro | 56   |
| 2014  | Isabelle Gulldén   | Suède       | Isabelle Gulldén        | Suède      | 58   |
| 2016  | Nycke Groot        | Pays-Bas    | Nora Mørk               | Norvège    | 53   |
| 2018  | Anna Viakhireva    | Russie      | Katarina Krpež Šlezak   | Serbie     | 50   |
| 2020  | Estelle Nze Minko  | France      | Nora Mørk (2)           | Norvège    | 52   |
| 2022  | Henny Reistad      | Norvège     | Nora Mørk (3)           | Norvège    | 50   |
| 2024  | Anna Kristensen    | Danemark    | Katrin Klujber          | Hongrie    | 60   |

Remarques :
- avec 72 buts marqués en 2004, Bojana Radulovics détient le record du plus grand nombre de buts marqués lors d'un championnat d'Europe. À noter qu'elle détient également le record du plus grand nombre de buts marqués lors d'un championnat du monde avec 97 buts.
- avec 17 buts marqués en 2006 face à la Macédoine, la polonaise Karolina Kudłacz-Gloc bat le record du nombre de buts marqués en un match[19]. Elle est rejointe en 2018 par la suédoise Nathalie Hagman qui a également marqué 17 buts face à la Russie[20]

### Statistiques cumulées
Le 3 décembre 2018, la roumaine Cristina Neagu est devenue la meilleure buteuse de tous les temps de la compétition, battant le record détenu auparavant par la hongroise Ágnes Farkas et ses 205 buts inscrits en quatre tournois entre 1994 et 2002.
Au terme de l'Euro 2022, les meilleures buteuses sont :
| Rang | Joueuse                       | Nationalité | Buts | Période               |
| ---- | ----------------------------- | ----------- | ---- | --------------------- |
| 1    | Cristina Neagu                | Roumanie    | 303, | 2008-2020             |
| 2    | Nora Mørk                     | Norvège     | 219  | 2010, 2014-2022       |
| 3    | Jovanka Radičević             | Monténégro  | 214  | 2010-2014, 2018-2022  |
| 4    | Ágnes Farkas                  | Hongrie     | 205, | 1994, 1998-2002       |
| 5    | Isabelle Gulldén              | Suède       | 203  | 2008-2020             |
| 6    | Carmen Martín                 | Espagne     | 200, | 2008-2020             |
| 7    | Grit Jurack                   | Allemagne   | 194  | 1996, 2000, 2004-2010 |
| 8    | Linn-Kristin Riegelhuth Koren | Norvège     | 190  | 2004-2014             |
| 9    | Marta Mangué                  | Espagne     | 173  | 2002-2016             |
| 10   | Anita Görbicz                 | Hongrie     | 160  | 2002-2008, 2012, 2016 |

Remarque : en italiques, les joueuses toujours en activité.
Au terme de l'Euro 2022, les joueuses ayant participé au plus de matchs sont :
| Rang | Joueuse                       | Nationalité | Matchs | Période               |
| ---- | ----------------------------- | ----------- | ------ | --------------------- |
| 1    | Katrine Lunde                 | Norvège     | 60     | 2002-2012, 2018-2022  |
| 2    | Siraba Dembélé-Pavlović       | France      | 54     | 2006-2020             |
| 3    | Karoline Dyhre Breivang       | Norvège     | 52     | 2000, 2004-2014       |
| 4    | Camilla Herrem                | Norvège     | 51     | 2008-2020             |
| 4    | Alexandra Lacrabère           | France      | 51     | 2006-2020             |
| 6    | Marit Malm Frafjord           | Norvège     | 48     | 2006-2012, 2016, 2020 |
| 6    | Linn-Kristin Riegelhuth Koren | Norvège     | 48     | 2004-2014             |
| 8    | Macarena Aguilar              | Espagne     | 47     | 2004-2016             |
| 8    | Isabelle Gulldén              | Suède       | 47     | 2008-2020             |
| 10   | Marta Mangué                  | Espagne     | 46     | 2002-2016             |
| 10   | Katalin Pálinger              | Hongrie     | 46     | 1998-2010             |
| 10   | Heidi Løke                    | Norvège     | 46     | 2008-2014, 2018-2020  |

## Logos des différentes éditions

Historique des logos des championnats d'Europe
Logo de l'édition 1994 disputée en Allemagne.
Logo de l'édition 1996 disputée au Danemark.
Logo de l'édition 1998 disputée aux Pays-Bas.
Logo de l'édition 2000 disputée en Roumanie.
Logo de l'édition 2002 disputée au Danemark.
Logo de l'édition 2004 disputée en Hongrie.
Logo de l'édition 2006 disputée en Suède.
Logo de l'édition 2008 disputée en Macédoine.
Logo de l'édition 2010 disputée au Danemark et en Norvège.
Logo de l'édition 2012 disputée en Serbie.
Logo de l'édition 2014 disputée en Croatie et en Hongrie.
Logo de l'édition 2016 disputée en Suède
Logo de l'édition 2018 disputée en France
Logo de l'édition 2020 disputée au Danemark.
Logo de l'édition 2022 disputée en Slovénie, en Macédoine et au Monténégro.
Logo de l'édition 2024 disputée en Autriche, en Hongrie et en Suisse.